# Els Quinze
Els Quinze és un espai urbà entre els barris del Guinardó, de Vilapicina i la Torre Llobeta i d'El Congrés i els Indians de Barcelona. Correspon al que és avui la cruïlla entre el passeig de Maragall, l'avinguda dels Quinze (fins al 8 de març de 2019 de Borbó, nom atorgat per l'Ajuntament franquista el 1942, substituint l'anterior de passeig del Mariscal Jofre) i la de la Mare de Déu de Montserrat.

## Història
La zona al voltant d'«Els Quinze», entre els terrenys de Can Xiringall, la Torre dels Pardals i la Torre Llobeta, s'havia convertit en un centre neuràlgic de comunicacions, perquè s'hi ajuntaven els camins que venien de la Sagrera, Santa Eulàlia de Vilapicina, Gràcia, Horta i el centre de Barcelona. Fins a l'any 1897, aquest espai havia format part del terme municipal de Sant Andreu de Palomar.
La nova línia de tramvia de Barcelona a Horta, inaugurada el 21 de juny de 1901, havia substituït la del tramvia de vapor i estava dirigida a un públic de classe mitjana i benestant ( no seria fins a la dècada del 1920 que es generalitzà l’ús del tramvia entre els obrers, gràcies als augments dels sous després de les vagues com la de La Canadenca del 1919 i l'estabilització dels preus del transport). El preu anava augmentant segons la destinació: així, el trajecte fins al Camp de l’Arpa valia 10 cèntims; fins a l'encreuament amb la carretera de la Sagrera (el carrer de Garcilaso); i fins a Horta, 20 cèntims. Al bitllet de la companyia de tramvies TBSAE hi figurava, senzillament, el nom Carretera Sagrera, però es va fer popular el nom d'«Els Quinze» pel crit del cobrador quan el vehicle arribava a aquest punt: «Els dels quinze cèntims, baixeu aquí!» De fet, molts dels viatgers anaven fins a Horta, però preferien caminar l’últim tram per tal d’estalviar-se els 5 cèntims de diferència.
Actualment, hi ha moltes botigues que porten el nom d’Els Quinze: L’Obrador dels Quinze (pg. Maragall, 209), les Polleries Soler – Aviram dels Quinze (Av. Mare de Déu de Montserrat, 271), el Quin15s Cafè (Pg. Maragall, 221), la Sabateria Ràpid els 15 (Pg. Maragall, 225) i la Braseria els 15 (Marquesa de Caldes de Montbui, 1), entre d'altres.